# (7661) Reincken
(7661) Reincken ist ein Asteroid des äußeren Hauptgürtels, der am 10. August 1994 vom belgischen Astronomen Eric Walter Elst am La-Silla-Observatorium (IAU-Code 809) der  Europäischen Südsternwarte in Chile entdeckt wurde.
Der Asteroid wurde nach dem niederländisch/deutschen Komponisten, Organisten und Gambisten Johann Adam Reincken (1643–1722) benannt, der einer der wichtigsten Vertreter der Norddeutschen Orgelschule war und 1701 den jungen Johann Sebastian Bach während dessen Lüneburger Jahren  im Orgelspiel ausbildete.
Der Himmelskörper ist Mitglied der Koronis-Familie, einer Gruppe von Asteroiden, die nach (158) Koronis benannt ist.